# Harvey, Illinois
Harvey är en stad (city) i Cook County, i delstaten Illinois, USA. Enligt United States Census Bureau har staden en folkmängd på 25 392 invånare (2011) och en landarea på 16,3 km².